# Пир, Жорж
Жорж Шарль Клеман Пир (фр. Georges Charles Clement Ghislain Pire, монашеское имя Доминик Пир (Dominique Pire); 10 февраля 1910, Динан, Бельгия — 30 января 1969, Лёвен, Бельгия) — бельгийский монах-доминиканец и деятель Движения Сопротивления, лауреат Нобелевской премии мира (1958) «За помощь беженцам».

## Биография
Родился в семье государственного служащего, с началом Первой мировой войны в 1914 году бежавшей из Бельгии, спасаясь от наступающей германской армии, и вернувшейся на родину лишь в 1919 году после окончания войны.
Жорж Пир стал доминиканским монахом в 1932 году, приняв монашеские обеты и имя «Доминик», в честь основателя ордена. Образование получил в Папском международном институте Ангеликум в Риме (1934—1936) (докторантура в теологии: L’Apatheia ou insensibilité irréalisable et destructrice). Далее продолжил своё образование в Католическом университете Лёвена (1936—1937) (лиценциат в социальных и политических науках).
С 1938 года занимался гуманитарной деятельностью в пользу семей бедняков и детей-сирот; учредил благотворительную организацию «Служба семейной взаимопомощи» (Service d’entr’aide familiale). В годы Второй мировой войны участвовал в бельгийском Сопротивлении в качестве капеллана. Также привлекался к разведывательным операциям и помогал бежать военнопленным пилотам союзников. За участие в Движении Сопротивления трижды награждался правительством Бельгии.
Став приходским священником в Ла Сарте (Бельгия), с 1949 года изучал проблему послевоенных беженцев, решил посвятить себя помощи перемещенным лицам и написал об этом книгу «От Рейна до Дуная с 60 000 Ди-Пи». Посетив лагеря беженцев в Австрии, он создал организацию, призванную оказывать поддержку перемещенным лицам, а после 1950 года построил ряд деревень в Германии и Австрии, чтобы помочь им с жильём.

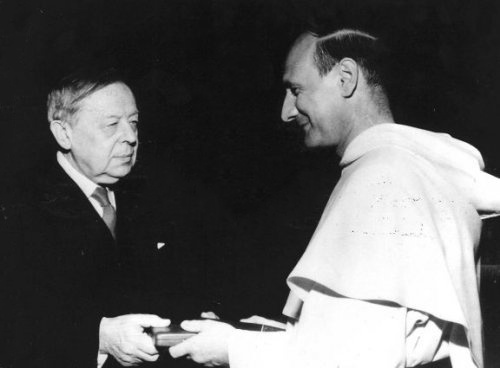
Вручение Нобелевской премии

Получив Нобелевскую премию мира в 1958 году, он продолжил свою деятельность, создав Университет мира, целью которого было обучение будущих мировых лидеров достижению большего взаимопонимания. Убеждённый в том, что мир невозможен без ликвидации нищеты, он также основал «Острова мира» – неправительственную организацию, занимающуюся поддержкой сельского населения в развивающихся странах. При его жизни были инициированы проекты в Бангладеш и Индии.

## Организации, основанные Жоржем Пиром
- Aide aux Personnes Déplacées Архивная копия от 27 апреля 2014 на Wayback Machine (фр.)
- Iles de Paix Архивная копия от 24 апреля 2014 на Wayback Machine (англ.) (фр.)
- Service d’Entraide Familiale
- Université de Paix Архивная копия от 18 мая 2014 на Wayback Machine (фр.)